# Yu-Gi-Oh! (карткова гра)
Yu-Gi-Oh! (Ю-Гі-О) — це колекційна карткова гра за мотивами однойменної манги Yu-Gi-Oh! компанії Konami. Вперше гру випустили в 1999 році в Японії. В Європі, Латинській Америці та Океанії гра випускалась з 2001 до 2008 американською компанією Upper Deck.
На сьогодні існує понад 6000 різних карт, кількість яких регулярно збільшується. Ціна деяких карт сягає 100 євро й більше. До 2006 року було продано понад 15,88 мільярдів карт. Завдяки цьому Konami ввійшла в книгу рекордів Гіннеса, як бестселер. У 2011 році було продано 25,1 мільярдів карт. На основі цієї гри було створено багато відео і браузерних ігор.